# 裕廊镇大会堂巴士转换站
裕廊镇大会堂巴士转换站（英語：Jurong Town Hall Bus Interchange）是位于新加坡裕廊东的一个巴士车站。该巴士转换站由经营武林巴士车厂的易塔通运营，位于1A Venture Drive。巴士转换站位于Vision Exchange、JTC Summit、裕廊镇大会堂，步行即可到达附近的裕廊东站和国际商业园。 
此巴士转换站在2023年9月26日开始服务。转换站有3条巴士路线。其中两条巴士路线（78和870号巴士）属于武林巴士路线配套，而另外一条巴士路线（160号）则属于红山巴士配套。

### 线路
| 路线编码 | 候车位 | 终站                   | 路线类型 | 业者   |
| -------- | ------ | ---------------------- | -------- | ------ |
| 78       | B1     | 金文泰3道（环线）      | 一般     | 易塔通 |
| 160      | B3     | 新山巴士终点站（环线） | 跨国     | 新捷運 |
| 870      | B2     | 种植弯（环线）         | 一般     | 易塔通 |